# Джоузеф Брант
Джоузеф Брант или Тайенданегеа (Thayendanegea) е главен военен вожд на мохоките, лоялист и държавник.

## Биография
Роден е през март 1742 г. или 1743 г. в Каяхога (близо до днешния Акрон, Охайо). Умира на 24 ноември 1807 г. в Бърлингтън Бей, Горна Канада. Брат на Мери Брант.
Джоузеф Брант взима слабо участие по време на Седемгодишната война като участва със сър Уилям Джонсън в експедицията срещу Форт Ниагара в 1759 г. През 1761 г. Джонсън го изпраща в училище за индианци в Ливан, Кънектикът, където остава в продължение на две години. В 1765 г., Брант се жени за жена от онайда (която умира през 1771 г.) и се заселва в Канаджохари в долината Мохок.
В продължение на почти едно десетилетие той играе ролята на преводач за Уилям Джонсън и за неговия наследник в Британския отдел за индианците, Гай Джонсън. Помага и на мисионерите да разпространяват християнството сред мохоките.
С избухването на Американската революция, Джоузеф Брант прегръща британската кауза и посещава Англия през 1775 – 76 г. заедно с Гай Джонсън.
До края на войната Брант ръководи лоялистки настроени ирокези. Той се отличава като войник и е повишен в капитан от британците през 1780 г., но продължава да се бори като главен военен вожд на мохоките. В началото на 1783 г. и през средата на 1790-те Брант се опитва да обедини конфедерацията на ирокезите и западните племена, за да блокира американската експанзия на запад.
Около 1779 г. Брант се жени за Катрин, жена от видно мохокско семейство.
През май 1784 г., след Американската революция, Джоузеф Брант повежда мохоките лоялисти и части от други индиански племена към Канада, където получават от британското правителство земя на река Гранд като компенсация за загубите им във войната.
В по-късните години Брант живее спокойно в дома си в Бърлингтън Бей и превежда части от Библията на езика мохок.